# Laure-Anne Mukadi
Laure-Anne Mukadi est une cinéaste, actrice congolaise (RDC), née à Kinshasa. Elle incarne le rôle de Olive Musimba dans la série télévisée Coloré à côté de Mars Kabiombo,.